# 25. říjen
25. říjen je 298. den roku podle gregoriánského kalendáře (299. v přestupném roce). Do konce roku zbývá 67 dní.

## Události

### Česko
- 1720 – Slezský sněm přijal Pragmatickou sankci.
- 1904 – Byl založen Sportovní klub Moravská Slavia Brno.
- 1948 – V komunistickém Československu byl přijat zákon, na jehož základě byly zřizovány tábory nucené práce.
- 1959 – Profesor Jaroslav Heyrovský dostal Nobelovu cenu za polarografické metody a jejich využití v analytické chemii (první Čechoslovák).

### Svět

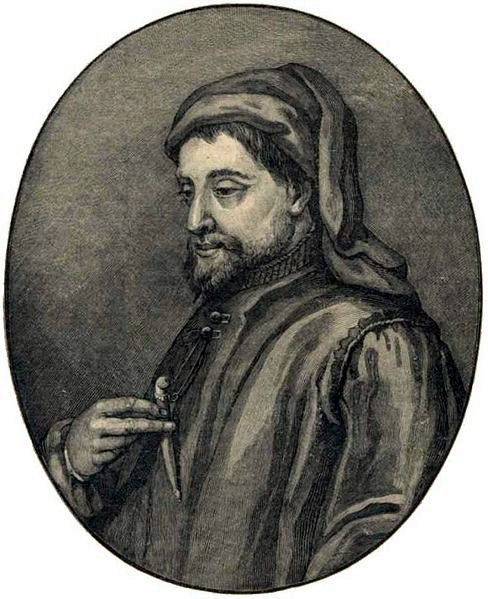
Geoffrey Chaucer († 1400)

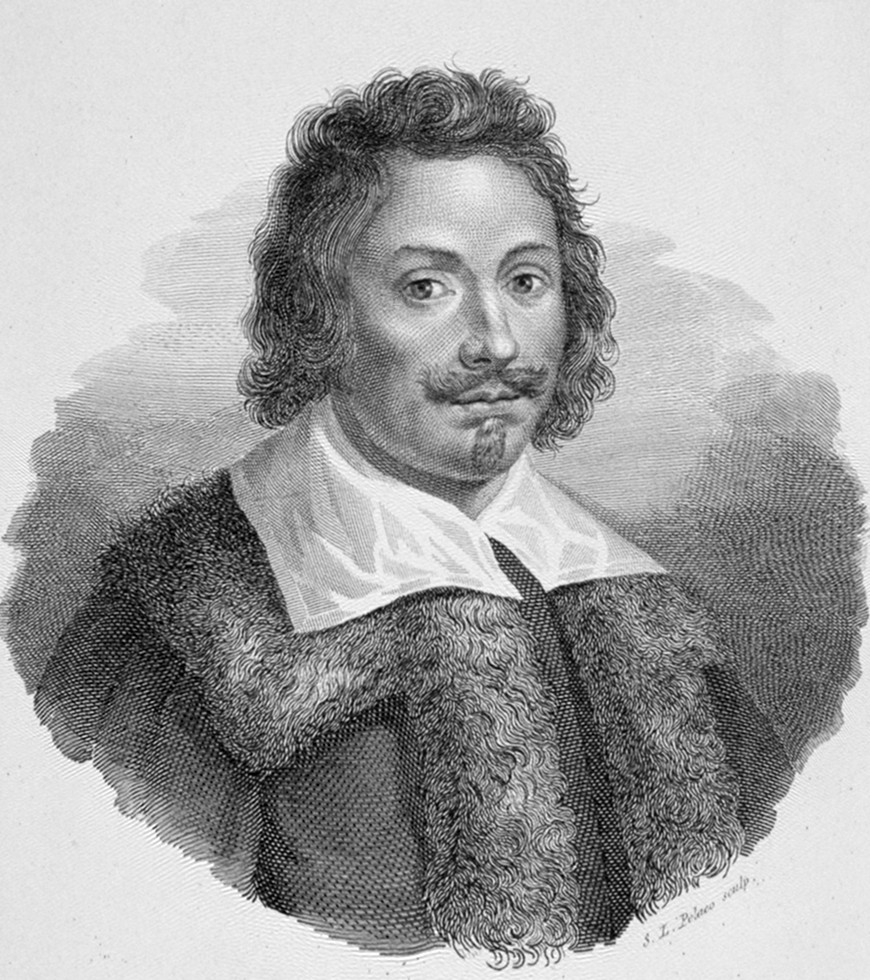
Evangelista Torricelli († 1647)

- 1147 – Reconquista: Portugalci dobyli po čtyřměsíčním obléhání Lisabon.
- 1415 – Stoletá válka: Vojsko Jindřicha V. Anglického porazilo Francouze v bitvě u Azincourtu.
- 1854 – V rámci krymské války se odehrála bitva u Balaklavy.
- 1936 – Adolf Hitler a Benito Mussolini vytvořili „Osu“ Řím–Berlín.
- 1940 – Benjamin O. Davis, Sr. se stal prvním americkým generálem afroamerického původu.
- 1962 – Adlai Stevenson, vyslanec USA u OSN, předložil fotografie sovětských raket na Kubě Radě bezpečnosti OSN během tzv. karibské krize.
- 1971 – Čínskou republiku nahradila v Radě bezpečnosti OSN Čínská lidová republika.
- 1983 – Spojené státy a jejich karibští spojenci zahájily invazi na Grenadu.
- 1997 – Denis Sassou-Nguesso se po převratu prohlásil prezidentem Republiky Kongo.
- 2001 – Microsoft uvolnil k prodeji operační systém Windows XP.

## Narození

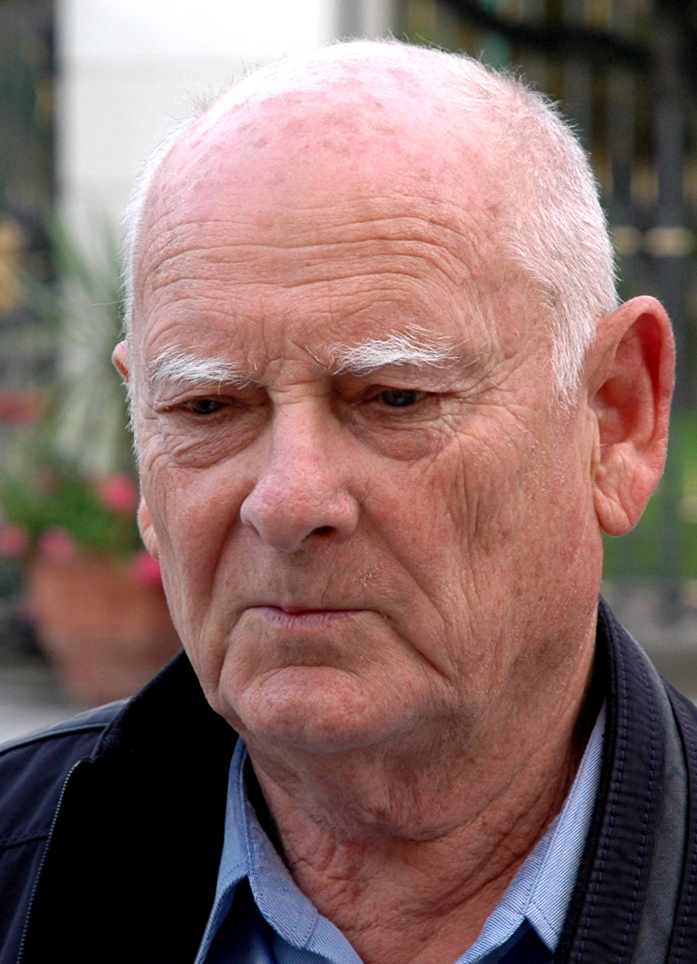
Theodor Pištěk (* 1932)

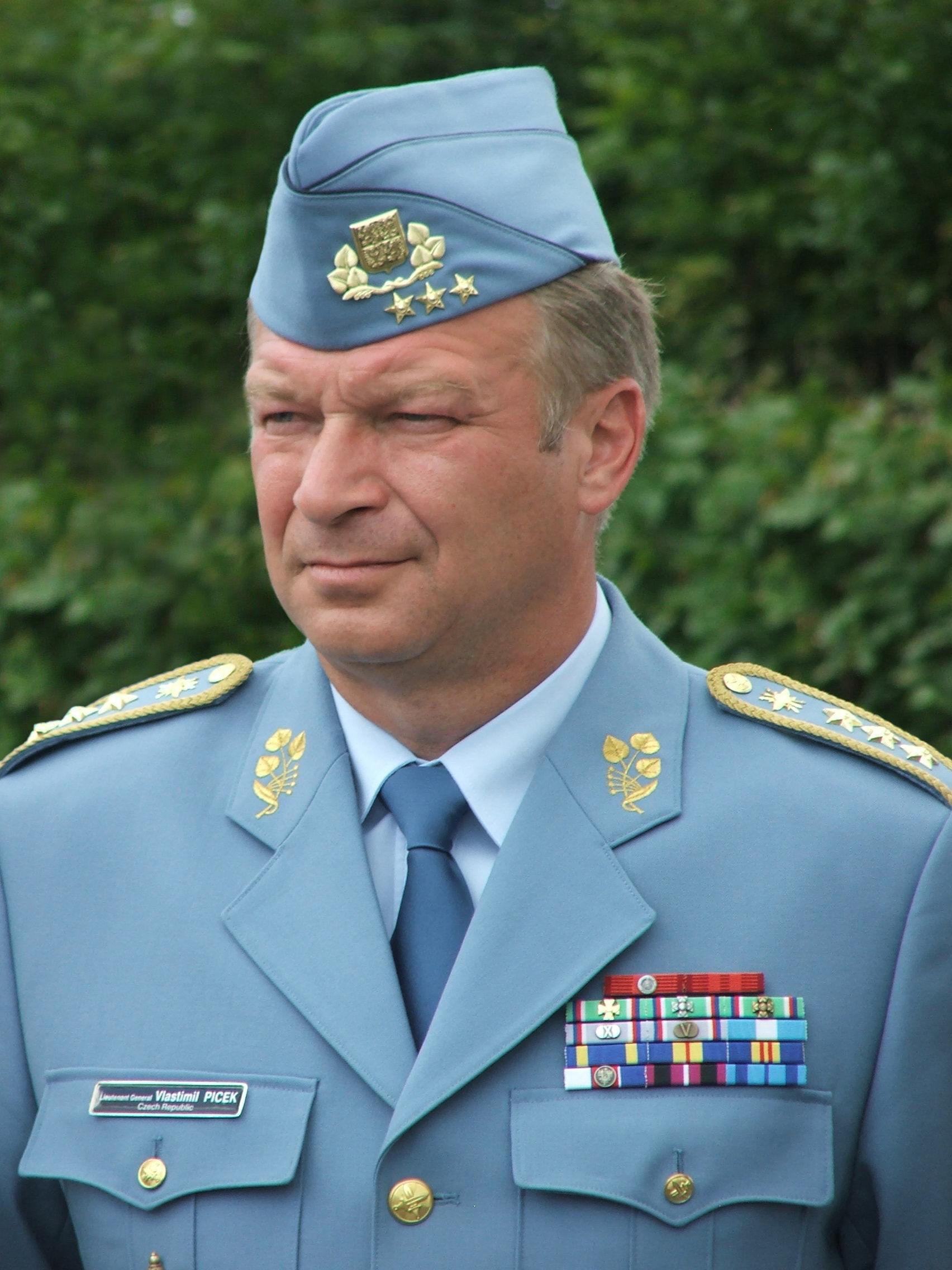
Vlastimil Picek (* 1956)

### Česko
- 1478 – Jiří ze Žerotína, moravský šlechtic, spolumajitel panství Fulnek, Starý Jičín a Strážnice († 30. listopadu 1507)
- 1648 – Ondřej Trojer, opat cisterciáckého kláštera v Plasích († 18. července 1699)
- 1780 – Karl Friedrich von Kübeck, úředník a politik, prezident říšské rady a ministr financí († 11. září 1855)
- 1781 – Bedřich Všemír Berchtold z Uherčic, lékař a botanik († 3. dubna 1876)
- 1812 – Franz Stradal, advokát, železniční podnikatel a politik německé národnosti († 5. července 1879)
- 1819 – Emanuel Pötting-Persing, šlechtic, mecenáš a katolický kněz († 4. února 1898)
- 1820 – Bedřich Peška, básník a překladatel († 15. června 1904)
- 1846 – Karel Krohn, zakladatel prvního dobrovolného hasičského sboru v Čechách († 14. února 1913)
- 1850 – Josef Fořt, politik († 11. května 1929)
- 1852 – Karel Wisnar, kanovník olomoucké kapituly a světící biskup († 15. dubna 1926)
- 1855
  - Gabriel Pecháček, katolický teolog († 20. dubna 1931)
  - Jan Hanuš Máchal, slavista, literární historik, filolog a mytolog († 3. listopadu 1939)
- 1858 – Josef Kafka (spisovatel), spisovatel, paleontolog, zoolog, zakladatel české akvaristiky († 3. května 1929)
- 1860 – František Xaver Svoboda, básník, dramatik a spisovatel († 25. května 1943)
- 1865 – Karel Ludvík Klusáček, malíř, ilustrátor a básník († 21. února 1929)
- 1866 – Norbert Jan Nepomucký Klein, katolický řeholník, 10. brněnský sídelní biskup a velmistr řádu Německých rytířů († 9. března 1933)
- 1869 – Josef Janko, germanista († 19. června 1947)
- 1876 – Milan Ivanka, československý politik slovenské národnosti († 26. srpna 1950)
- 1879 – Karel Němec, malíř a grafik († 17. června 1960)
- 1880 – Bohumír Šmeral, politik, novinář, předseda sociální demokracie a zakladatel Komunistické strany Československa († 8. května 1941)
- 1881 – Jaroslav Petrbok, paleontolog, speleolog, archeolog a botanik († 14. prosince 1960)
- 1882 – Otýlie Beníšková, herečka († 22. srpna 1967)
- 1883 – Nikolaj Krestinskij, bolševický revolucionář, sovětský politik a diplomat († 15. března 1938)
- 1888 – Jan Palouš, filmový režisér a hokejista († 25. září 1971)
- 1898 – Karel Anton, herec, scenárista, režisér a producent († 12. dubna 1979)
- 1900 – T. Svatopluk, prozaik a malíř († 30. prosince 1972)
- 1902
  - Václav Vydra, herec († 19. června 1979)
  - Ctibor Novák, odbojář a spolupracovník Tří králů († 2. května 1955)
- 1903 – Miroslav Jiroušek, matematik a hudební skladatel († 6. dubna 1983)
- 1905 – Vladimír Hlavatý, herec a divadelní pedagog († 27. října 1992)
- 1911 – Alois Honěk, lékař a houslař († 30. června 2002)
- 1913 – Karel Valdauf, hudebník a skladatel († 4. července 1982)
- 1914 – Josef Patočka, herec († 15. října 1998)
- 1915 – Antonín Ulrich, hudebník, skladatel a pedagog († 15. července 1995)
- 1919
  - Zdeněk Míka, herec, režisér a divadelní ředitel († 9. září 2000)
  - Oldřich Oplt, malíř († 22. června 2001)
- 1922 – Vilma Nováčková, herečka († 8. září 2006)
- 1926 – Antonín Zdeněk Kovář, římskokatolický kněz, člen kapucínského řádu († 22. října 2000)
- 1928
  - Anna Hyndráková, historička
  - Bohumil Pastorek, herec a rozhlasový dramatik († 22. ledna 2010)
- 1929 – Zdeněk Hába, ekonom a politik
- 1932
  - Theodor Pištěk, filmový výtvarník
  - Jan Špáta, kameraman a režisér († 18. srpna 2006)
  - Ludmila Mojžíšová, fyzioterapeutka, autorka rehabilitační metody († 3. ledna 1992)
- 1935
  - Zdeněk Hnát, pianista a pedagog
  - Zdeněk Pololáník, hudební skladatel, varhaník a pedagog
- 1936 – Zdeněk Hrabica, spisovatel a novinář († 28. listopadu 2022)
- 1940 – Hana Janků, sopranistka († 28. dubna 1995)
- 1941 – Stanislav Chmelík, saxofonista, klarinetista, kytarista, textař a skladatel
- 1942 – Zdeněk Susa, lékař, evangelický kazatel, nakladatel a poutník
- 1947 – Jan Kanyza, herec
- 1949 – Jiří Schmitzer, herec
- 1955 – Jaroslav Krákora, lékař a levicový politik
- 1956 – Vlastimil Picek, armádní generál a náčelník Generálního štábu Armády České republiky
- 1960
  - Pavel Helebrand, hudební skladatel
  - Luboš Hilgert, vodní slalomář a kajakář
- 1966 – Milan Volák, hokejista a trenér mládeže
- 1969 – Josef Beránek, hokejista
- 1974 – Zdeňka Žádníková-Volencová, herečka
- 1977 – David Hájek, basketbalista

### Svět

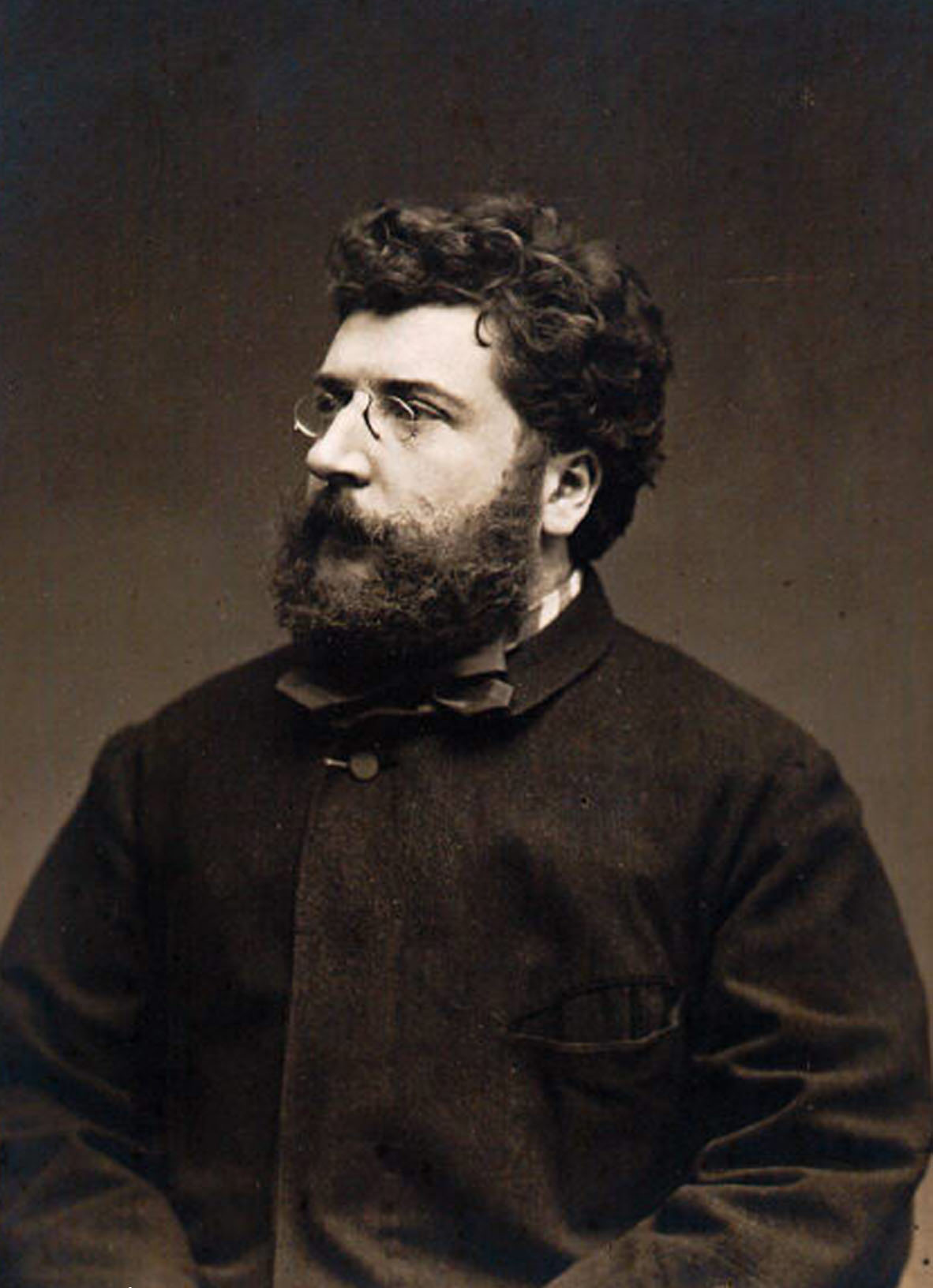
Georges Bizet (* 1838)

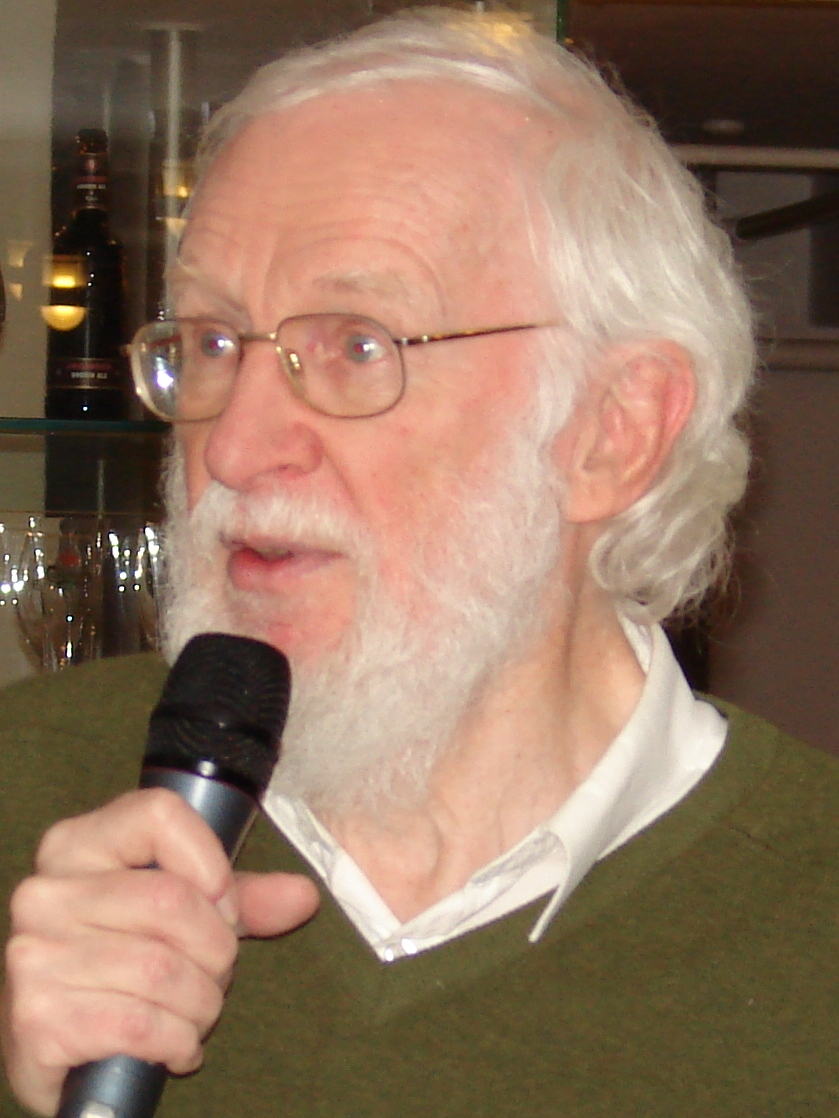
Peter Naur (1928–2016)

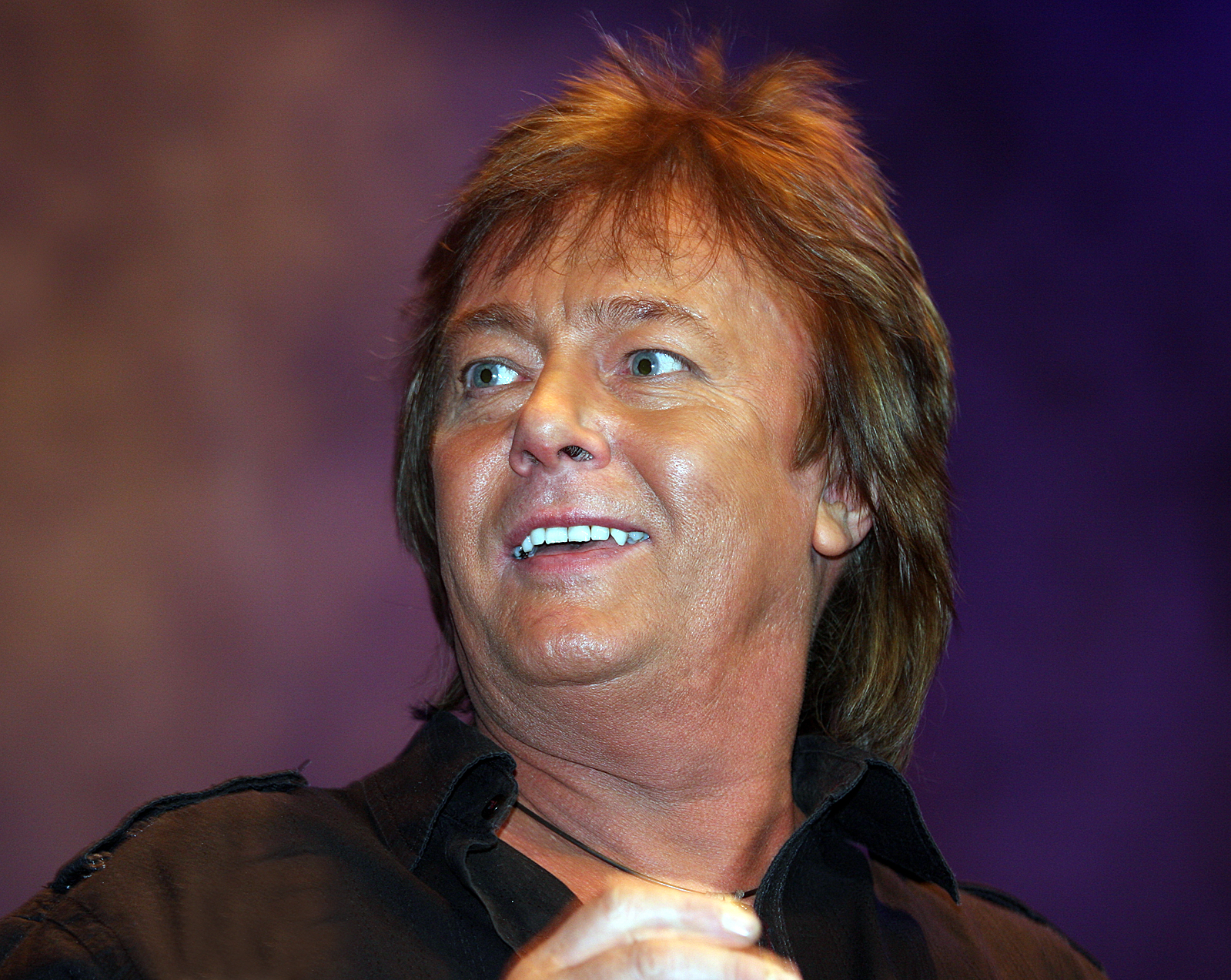
Chris Norman (* 1950)

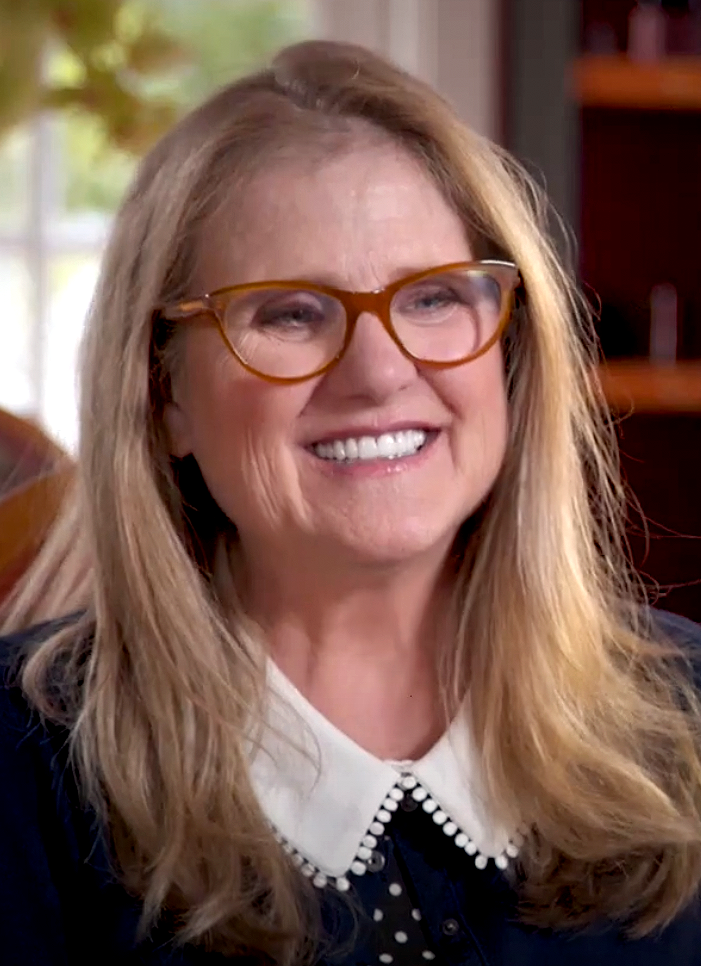
Nancy Cartwrightová (*1957)

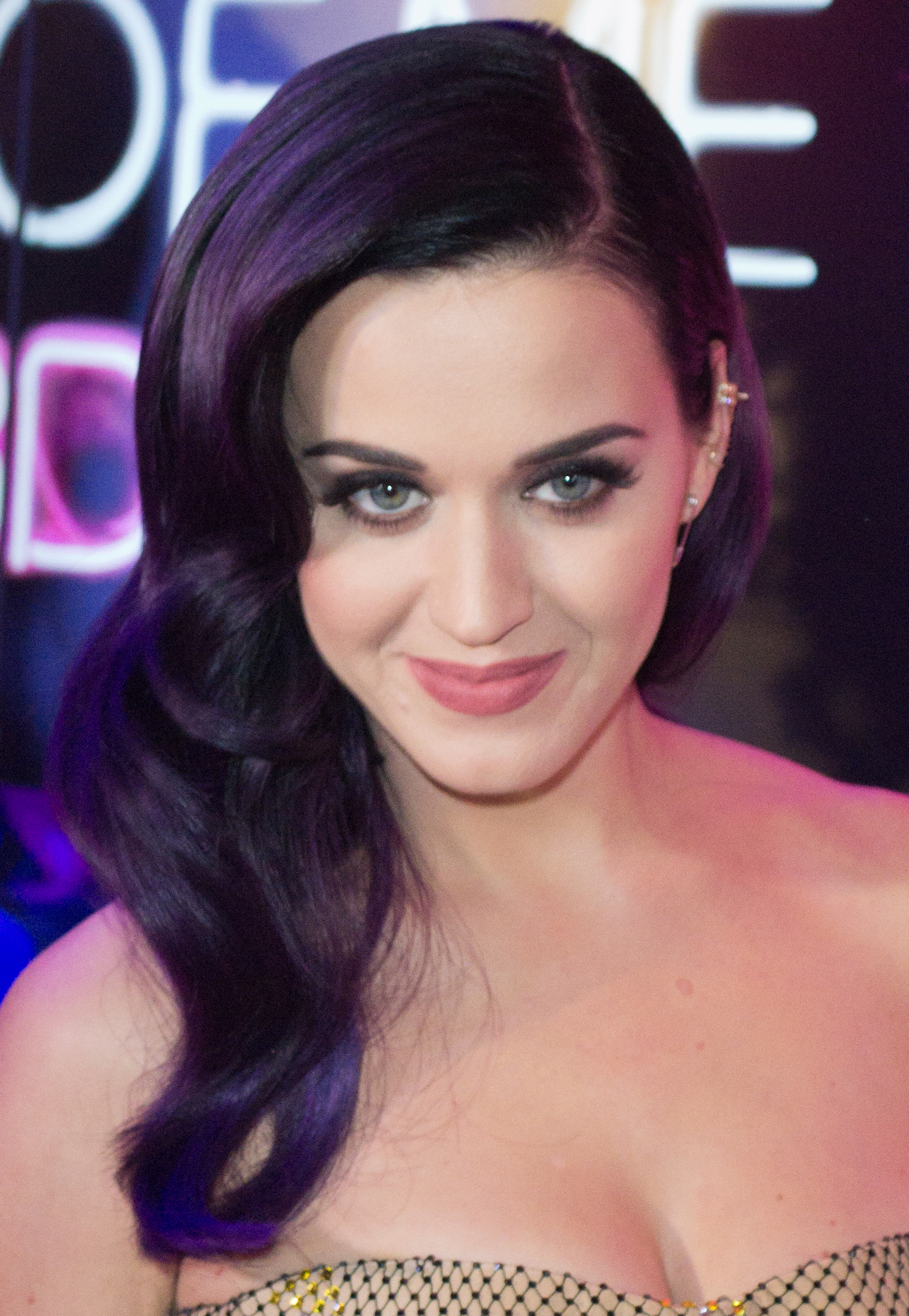
Katy Perry (* 1984)

- 1683 – Charles Fitzroy, 2. vévoda z Graftonu, anglický šlechtic pocházející z nemanželského potomstva krále Karla II. († 6. května 1757)
- 1692 – Alžběta Parmská, manželka Filipa V., španělská královna († 11. července 1766)
- 1755 – François-Joseph Lefebvre, francouzský napoleonský maršál († 14. září 1820)
- 1759
  - Žofie Dorota Württemberská, württemberská princezna a ruská carevna Marie Fjodorovna († 5. listopadu 1828)
  - William Wyndham Grenville, britský premiér, člen strany whigů († 12. ledna 1834)
- 1767 – Benjamin Constant, švýcarsko-francouzský politik, politický filozof a spisovatel († 8. prosince 1830)
- 1772 – Géraud Duroc, francouzský generál a diplomat, pobočník Napoleona Bonaparta († 23. května 1813)
- 1789 – Heinrich Schwabe, německý astronom († 11. dubna 1875)
- 1792 – Jeanne Jugan, katolická světice († 29. srpna 1879)
- 1800
  - Thomas Macaulay, britský historik, esejista, politik a básník († 28. prosince 1859)
  - Jacques Paul Migne, francouzský patrolog a církevní vydavatel († 24. října 1875)
- 1802 – Richard Parkes Bonington, anglický romantický krajinář († 23. září 1828)
- 1806 – Max Stirner, německý filozof († 25. června 1856)
- 1811
  - Évariste Galois, francouzský matematik († 31. května 1832)
  - C. F. W. Walther, německý luteránský teolog († 17. května 1887)
- 1814 – Max Löwenstamm, německý pedagog a skladatel († 9. dubna 1881)
- 1821 – Antonio Ciseri, švýcarsko-italský malíř († 8. března 1891)
- 1823 – Hans Kudlich, lékař a rakouský politik († 11. listopadu 1917)
- 1825
  - Giovanni Fattori, italský malíř († 30. srpna 1908)
  - Johann Strauss mladší, hudební skladatel, nazývaný „král valčíků“ († 3. června 1899)
- 1827 – Marcellin Berthelot, francouzský chemik a politik († 18. března 1907)
- 1832 – Michail Nikolajevič Ruský, nejmladší syn ruského cara Mikuláše I. († 18. prosince 1909)
- 1838 – Georges Bizet, francouzský hudební skladatel († 3. června 1875)
- 1844 – Viktor Oskar Tilgner, rakouský sochař a portrétista († 16. dubna 1896)
- 1847 – Chuang Sing, čínský politik, revolucionář a první vrchní velitel vojenských sil Čínské republiky († 31. října 1916)
- 1856 – Paul d'Ivoi, francouzský spisovatel († 6. září 1915)
- 1866 – Johann Paul Karplus, rakouský neuropsycholog a psychiatr († 13. února 1936)
- 1867 – Józef Dowbor-Muśnicki, polský generál († 26. října 1937)
- 1877 – Henry Norris Russell, americký astronom († 18. února 1957)
- 1879 – Fritz Haarmann, německý sériový vrah († 15. dubna 1925)
- 1881 – Pablo Picasso, španělský malíř († 8. dubna 1973)
- 1883 – Alexandr Iljič Jegorov, sovětský armádní velitel a oběť stalinských čistek († 22. února 1939)
- 1884 – Eivind Berggrav, norský luteránský biskup a odpůrce nacismu († 14. ledna 1959)
- 1886 – Karl Polanyi, maďarsko-kanadský historik, filozof a ekonom († 23. dubna 1964)
- 1888
  - Richard Evelyn Byrd, americký polární badatel († 11. března 1957)
  - Moše Zmoira, izraelský právník a první předseda izraelského Nejvyššího soudu († 8. října 1961)
- 1889 – Abel Gance, francouzský filmový herec a režisér († 10. listopadu 1981)
- 1891 – Charles Coughlin, americký katolický kněz kanadského původu († 27. října 1979)
- 1893 – Jacques Ehrlich, francouzský stíhací pilot za 1. světové války († 10. srpna 1953)
- 1895
  - Levi Eškol, premiér Izraele († 26. února 1969)
  - Robert van Genechten, nacistický kolaborant, komisař Jižního Holandska za 2. světové války († 13. prosince 1945)
- 1902 – Eddie Lang, americký jazzový kytarista († 26. března 1933)
- 1903 – Chaim Michael Dov Weissmandl, rabín, který v době 2. světové války usiloval o záchranu Židů († 29. listopadu 1957)
- 1904 – Jakub Bauernfreund, slovenský malíř († 8. listopadu 1976)
- 1909 – Jan Tacina, polský hudebník a folklorista († 16. prosince 1990)
- 1913
  - Klaus Barbie, německý nacistický válečný zločinec, člen SS a gestapa († 25. září 1991)
  - Avraham Jofe, izraelský generál a politik († 11. dubna 1983)
- 1918 – Arthur Leipzig, americký fotograf († 5. prosince 2014)
- 1921
  - Michal I. Rumunský, poslední rumunský král († 5. prosince 2017)
  - Jehudit Hendel, izraelská spisovatelka († 23. května 2014)
- 1924 – Earl Palmer, americký bubeník († 19. září 2008)
- 1926
  - Jimmy Heath, americký saxofonista († 19. ledna 2020)
  - Galina Višněvskaja, ruská operní pěvkyně († 11. prosince 2012)
  - Bo Carpelan, finsko-švédský spisovatel († 11. února 2011)
- 1927 – Lawrence Kohlberg, americký psycholog († 19. ledna 1987)
- 1928
  - Paulo Mendes da Rocha, brazilský architekt († 23. května 2021)
  - Peter Naur, dánský informatik, držitel Turingovy ceny († 3. ledna 2016)
- 1929
  - Peter Rühmkorf, německý spisovatel a básník († 8. června 2008)
  - Kazuo Ikehiro, japonský filmový režisér a scenárista
- 1931 – Annie Girardotová, francouzská herečka († 28. února 2011)
- 1933 – Viktor Kapitonov, sovětský silniční cyklista († 5. března 2005)
- 1934 – Zilda Arns, brazilská katolická charitativní pracovnice a dětská lékařka († 12. ledna 2010)
- 1935 – Russell Schweickart, americký pilot, vědec a astronaut
- 1936 – Martin Gilbert, britský historik († 3. února 2015)
- 1937 – Ignacio Carrasco de Paula, španělský katolický biskup, lékař, filozof a teolog
- 1938 – Eduard Vorobjov, poslední velitel sovětských vojsk v Československu
- 1941
  - Anne Tyler, americká spisovatelka
  - Helen Reddy, australská zpěvačka, skladatelka a herečka († 29. září 2020)
- 1943 – Roy Lynes, britský klávesista
- 1944 – Jon Anderson, britský rockový hudebník, zpěvák progressive rockové skupiny Yes
- 1946
  - Dušan Jamrich, slovenský herec a pedagog
  - Elías Figueroa, chilský fotbalista
- 1947 – Glenn Tipton, britský hudebník, kytarista heavymetalové skupiny Judas Priest
- 1950 – Chris Norman, britský zpěvák (působil ve skupině Smokie)
- 1953 – Alexios Schandermani, íránsko-německý spisovatel
- 1955
  - Glynis Barber, britská herečka jihoafrického původu
  - Matthias Jabs, německý hudebník, kytarista skupiny Scorpions
  - Robin Eubanks, americký pozounista
  - Leena Landerová, finská spisovatelka
- 1956 – Emil Spišák, slovenský divadelní režisér a politik
- 1957 – Nancy Cartwrightová, americká herečka (Simpsonovi)
- 1958
  - Phil Daniels, anglický herec
  - Kornelia Ender, východoněmecká plavkyně
- 1959 – Miroslav Noga, slovenský herec, humorista a zpěvák
- 1961 – Chad Smith, americký hudebník, bubeník skupiny Red Hot Chili Peppers
- 1963
  - John Levén, švédský hudebník, baskytarista skupiny Europe
  - Sergej Skrebec, běloruský politik
  - Michael Lynagh, australský ragbista
- 1965
  - Rainer Strecker, německý herec
  - Mathieu Amalric, francouzský herec
- 1969 – Alex Webster, americký hudebník, baskytarista death metalových skupin Cannibal Corpse a Hate Eternal
- 1973 – Edgars Rinkēvičs, lotyšský politik
- 1979 – Bat for Lashes, britská hudebnice
- 1981 – Shaun Wright-Phillips, anglický fotbalista
- 1982
  - Victoria Francés, španělská malířka
  - Mickaël Tavares, kapverdsko-francouzský fotbalista
- 1983
  - David Kollar, slovenský kytarista a hudební skladatel
  - princezna Jóko z Mikasy
- 1984 – Katy Perry, americká zpěvačka
- 1985 – Ciara, americká zpěvačka
- 1992 – Paulína Bátovská Fialková, slovenská biatlonistka
- 1996 – Marileidy Paulinová, dominikánská atletka, sprinterka
- 1997 – Federico Chiesa, italský fotbalista
- 2000 – Dominik Szoboszlai, maďarský fotbalista
- 2001 – Elisabeth Belgická, belgická korunní princezna, dcera krále Filipa

## Úmrtí

### Česko
- 1667 – Arnošt Vojtěch z Harrachu, šlechtic, duchovní a arcibiskup pražský (* 4. listopadu 1598)
- 1881 – Antonín Ludvík Frind, litoměřický biskup (* 9. října 1823)
- 1888 – Jan Nepomuk Maýr, operní zpěvák a skladatel (* 17. února 1818)
- 1900
  - Vincenc Prousek, státní úředník, novinář a školský reformátor (* 13. prosince 1823)
  - Titus Krška, zakladatel prvního českého hasičského sboru (* 11. prosince 1841)
- 1918
  - Josef Jiří Švec, plukovník legií v Rusku (* 19. července 1883)
  - Alois Epstein, pediatr (* 1. ledna 1849)
- 1933 – Roman Tuma, herec (* 15. ledna 1899)
- 1945 – Vít Grus, pardubický měšťan (* 5. května 1861)
- 1968 – Ivan Herben, novinář a politik (* 26. února 1900)
- 1976
  - Eduard Kohout, herec (* 6. března 1889)
  - František Křelina, spisovatel (* 26. července 1903)
- 1994 – Cecilie Strádalová, operní pěvkyně (* 3. listopadu 1923)
- 2023 – Zdeněk Mácal, dirigent a hudební skladatel (* 8. ledna 1936)
- 2024 – Libor Zavislan, divadelní herec a tanečník (* 11. září 1957)

### Svět
- 625 – Bonifác V., papež (* ?)
- 1047 – Magnus I. Norský (Dobrý), norský a dánský král (* 1024)
- 1154 – Štěpán III. z Blois, anglický král (* asi 1096)
- 1180 – Jan ze Salisbury, anglický katolický duchovní, diplomat a filozof (* 1115)
- 1271 – Markéta z Meranu, markraběnka moravská (* 1220)
- 1359 – Beatrix Kastilská, portugalská královna (* 1293)
- 1400 – Geoffrey Chaucer, anglický básník (* 1343)
- 1415 – Antonín Brabantský, brabantský a limburský vévoda (* 1. srpna 1384)
- 1485 – Selçuk Hatun, osmanská princezna a dcera sultána Mehmeda I. (* asi 1407)
- 1495 – Jan II. Portugalský, portugalský král (* 3. května 1455)
- 1647 – Evangelista Torricelli, italský fyzik a matematik (* 15. října 1608)
- 1733 – Giovanni Girolamo Saccheri, italský matematik a filozof (* 5. září 1667)
- 1735 – Charles Mordaunt, 3. hrabě z Peterborough, britský generál a admirál (* 1658)
- 1760 – Jiří II., král Velké Británie a Irska, vévoda brunšvicko-lüneburský a kurfiřt hannoverský (* 10. listopadu 1683)
- 1787 – Pasquale Cafaro, italský hudební skladatel a pedagog (* 8. února 1715)
- 1826 – Philippe Pinel, francouzský psychiatr (* 20. dubna 1745)
- 1841 – Francis Leggatt Chantrey, anglický sochař (* 7. dubna 1781)
- 1861 – Friedrich Carl von Savigny, německý právník (* 21. ledna 1779)
- 1889 – Émile Augier, francouzský básník a dramatik (* 17. září 1820)
- 1892 – Caroline Harrisonová, manželka 23. prezidenta USA Benjamina Harrisona (* 1. října 1832)
- 1894 – Olympe Aguado, francouzský fotograf (* 3. února 1827)
- 1900 – Vincenc Prousek, česko-rakouský pedagog a reformátor (* 13. prosince 1823)
- 1903 – Ján Fadrusz, maďarský sochař (* 2. září 1858)
- 1906 – Albert Réville, francouzský protestantský teolog (* 4. listopadu 1826)
- 1918 – Georg Albrecht Klebs, německý botanik (* 23. října 1857)
- 1920 – Alexandr I. Řecký, řecký král (* 1. srpna 1893)
- 1924 – Ziya Gökalp, turecký sociolog, spisovatel, básník (* 23. března 1876)
- 1938 – Jaromír Šotola, český voják, letec (* 2. března 1918)
- 1940 – Otto Pick, pražský, německy píšící novinář, spisovatel a básník (* 22. května 1887)
- 1941
  - Robert Delaunay, francouzský kubistický malíř (* 12. dubna 1886)
  - Franz von Werra, německý pilot švýcarského původu (* 13. července 1914)
- 1949 – Blanka Bourbonsko-Kastilská, rakouská arcivévodkyně a princezna toskánská (* 7. září 1868)
- 1951
  - Marie Kirillovna Ruská, ruská velkokněžna (* 2. února 1907)
  - Amélie Orleánská, portugalská královna (* 28. září 1865)
- 1955 – Sadako Sasaki, japonská oběť atomové bomby shozené na Hirošimu (* 7. ledna 1943)
- 1956 – Risto Ryti, finský premiér a prezident (* 3. února 1889)
- 1960 – José Padilla Sánchez, španělský hudební skladatel a klavírista (* 28. května 1889)
- 1965 – Hans Knappertsbusch, německý dirigent (* 12. března 1888)
- 1968 – Konrad Johannesson, kanadský hokejista, olympijský vítěz 1920 (* 10. srpna 1896)
- 1973 – Abebe Bikila, etiopský atlet a voják, dvojnásobný olympijský vítěz v maratonském běhu (* 7. srpna 1932)
- 1976 – Raymond Queneau, francouzský spisovatel (* 21. února 1903)
- 1981 – Franz Grasberger, rakouský muzikolog a knihovník (* 2. listopadu 1915)
- 1984 – Richard Gary Brautigan, americký spisovatel (* 30. ledna 1935)
- 1990 – Bohumil Vančo, slovenský psycholog, umělec, vynálezce, fotograf a filmový pracovník (* 14. října 1907)
- 1991 – Bill Graham, americký promotér a manažer (* 8. ledna 1931)
- 1992 – Roger Miller, americký hudebník a skladatel (* 1936)
- 1995 – Viveca Lindfors, švédská herečka (* 29. prosince 1920)
- 1996
  - Ennio de Giorgi, italský matematik (* 8. února 1928)
  - Vladimír Mináč, slovenský spisovatel (* 1922)
- 1997 – Vojin Lukić, jugoslávský ministr vnitra (* 4. prosince 1919)
- 1998 – Dick Higgins, anglický hudební skladatel a básník (* 15. března 1938)
- 2001 – Marvin Harris, americký antropolog (* 18. srpna 1927)
- 2002
  - René Thom, francouzský matematik a filozof (* 2. září 1923)
  - Richard Harris, irský herec (* 1. října 1930)
- 2003
  - Jadwiga Dackiewiczová, polská spisovatelka a překladatelka (* 6. března 1920)
  - Milada Blekastad, norská spisovatelka a literární historička českého původu (* 1. července 1917)
- 2004 – John Peel, anglický DJ (* 30. srpna 1939)
- 2006 – Robert Rosenberg, izraelský spisovatel, novinář a básník (* 1951)
- 2008
  - Perec Rozenberg, izraelský výsadkář a vynálezce (* 9. září 1919)
  - Federico Luzzi, italský tenista (* 3. ledna 1980)
  - Gerard Damiano, americký režisér (* 4. srpna 1928)
  - Muslim Magomajev, ázerbájdžánský a ruský zpěvák populární hudby (* 17. srpna 1942)
- 2009 – Lawrence Halprin, americký zahradní architekt (* 1. července 1916)
- 2010
  - Vesna Parun, chorvatská básnířka (* 10. dubna 1922)
  - Gregory Isaacs, jamajský zpěvák a hudební skladatel (* 15. července 1951)
- 2012 – John Connelly, britský fotbalista (* 18. července 1938)
- 2013
  - Marcia Wallaceová, americká herečka (* 1. listopadu 1942)
  - Arthur Danto, americký kritik umění a filozof (* 1. ledna 1924)
- 2014 – Jack Bruce, britský rockový hudebník (* 14. května 1943)
- 2018 – Sonny Fortune, americký jazzový saxofonista a flétnista (* 19. května 1939)
- 2020 – Diane di Prima, americká básnířka (* 6. srpna 1934)
- 2021 – Leopold Pospíšil, právní antropolog, profesor Yaleovy univerzity  (* 26. dubna 1923)

## Svátky

### Česko
- Beáta
- Dalie, Daria, Darius, Delie
- Kryšpín
- Vojmil, Vojmír, Vojmíra
- Živa, Živan, Živana

Katolický kalendář
- Kryšpín a Krispinián

### Svět
- Irsko: October Bank Holiday
- Kazachstán: Den republiky
- Panenské ostrovy: Den díkůvzdání, konec období hurikánů
- Tchaj-wan: Restoration Day
- Mezinárodní den domácích mazlíčků
- Mezinárodní den umělců

| 25. říjen v pražském KlementinuÚdaje jsou platné k 11. 3. 2025. | 25. říjen v pražském KlementinuÚdaje jsou platné k 11. 3. 2025. | 25. říjen v pražském KlementinuÚdaje jsou platné k 11. 3. 2025. |
| minimum                                                         | denní průměr                                                    | maximum                                                         |
| --------------------------------------------------------------- | --------------------------------------------------------------- | --------------------------------------------------------------- |
| −4,1 °C (1866)                                                  | 8,4 °C (od 1961)                                                | 21,1 °C (1795)                                                  |